# Onitis laticollis
Onitis laticollis là một loài bọ cánh cứng trong họ Bọ hung (Scarabaeidae).